# Воллек, Карл
Карл Воллек (нем. Carl Wollek; 31 октября 1862[…], Брно, Земли Чешской короны[…] — 8 сентября 1936[…], Вена) — австрийский скульптор.

## Биография
Воллек закончил год в Венской школе искусств и ремесел у Отто Кенига, затем отправился в Мюнхен, чтобы учиться в Академии Сириуса Эберле. Он работал над украшением здания Рейхстага в Берлине, а затем по гранту ездил в Италию, Бельгию и Францию.
Создал четыре невероятных фигуры для Немецкого дома в Брно. Впоследствии он произвел много работ в Вене и Брно, создавая фонтаны, надгробные памятники, портретные бюсты и т. д. Стилистически он начал с вильгельминского необарокко и нашел более простые формы с меняющимся вкусом того времени. В 1911 году он получил Kaiserpreis за свою (несуществующую) большую статую Wieland der Schmied перед Fliegerakademie в Винер-Нойштадте.
В 1913 году стал членом Венской масонской ложи Цукунфт.
В 1953 году в Вене — Донауштадте (22. Район) Воллеквег, названа в его честь.